# Chromatomyia poae
Chromatomyia poae este o specie de muște din genul Chromatomyia, familia Agromyzidae, descrisă de Griffiths în anul 1980. Conform Catalogue of Life specia Chromatomyia poae nu are subspecii cunoscute.